# Нейсер Вільярреаль
Нейсер Давід Вільярреаль Куіньонес (ісп. Néiser David Villarreal Quiñones, нар. 3 квітня 2005, Тумако, Колумбія) — колумбійський футболіст, нападник клубу «Мільйонаріос».

## Ігрова кар'єра

### Клубна
Нейсер Вільярреаль є вихованцем клубної академії столичного клубу «Мільйонаріос». 16 вересня 2023 року у матчі проти «Атлетіко Букамаранга» футболіст дебютував на професійному рівні.

### Збірна
На початку 2025 року в складі молодіжної збірної Колумбії Нейсер Вільярреаль брав участь у молодіжному чемпіонаті Південної Америки у Венесуелі. На турнірі нападник забив вісім голів, що дозволило йому стати кращим бомбардиром турніру.

## Титули
Колумбія (U-20)
 Бронзовий призер молодіжного чемпіонату Південної Америки: 2025
Індивідуальні
- Кращий бомбардмр молодіжного чемпіонату Південної Америки: 2025